# エピロス専制侯国

エピロス専制侯国
Δεσποτάτο της Ηπείρου (ギリシャ語)

1205年から1230年にかけてのエピロス専制侯国の版図

エピロス専制侯国（エピロスせんせいこうこく、ギリシア語: Δεσποτάτο της Ηπείρου、英語: 
Despotate of Epirus）は、1204年の第4回十字軍によるコンスタンティノポリス攻撃で東ローマ帝国が一旦滅びた時、ニカイア帝国、トレビゾンド帝国などと共に出来た亡命政権の一つである。「専制公国」と表記される場合もある（以下、こちらの表記を優先する）。なお「エピロス」はギリシャ語に基づく慣用形で、古典ギリシャ語読みでは「エペイロス」、中世ギリシャ語では「イピロス」、ラテン語では「エピルス」である。

## 歴史
元々「専制公（デスポテース）」とは東ローマ帝国の爵位の一つで、12世紀前半のコムネノス王朝時代に作られたものである。皇帝に次ぐ地位で、皇帝の嫡男などの後継候補が就いていた。

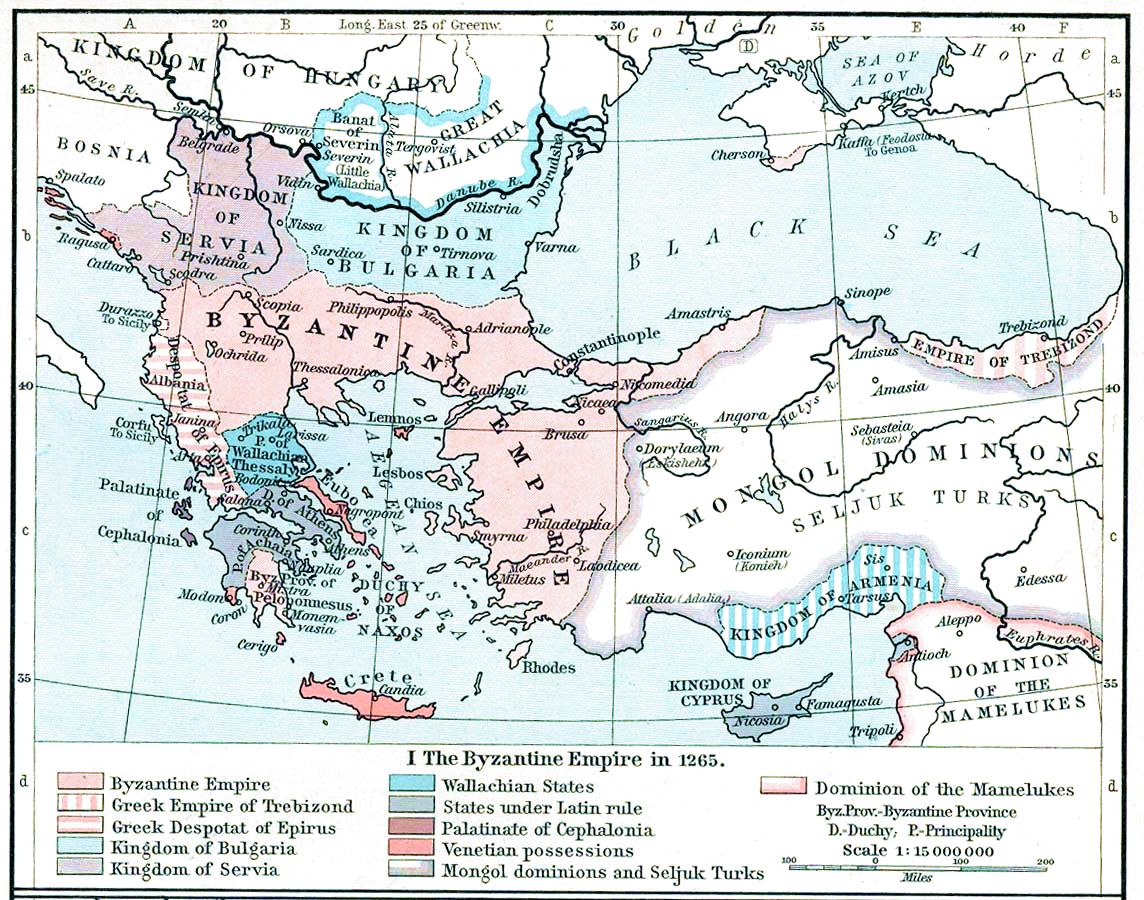
1265年のバルカン半島及び小アジア

アンゲロス王朝の初代皇帝イサキオス2世アンゲロスの従兄弟ミカエル1世コムネノス・ドゥーカス（男系ではアンゲロス家に属するが、女系でドゥーカス家、コムネノス家と連なるためにコムネノス・ドゥーカスと名乗っていた）が1205年、ギリシャ西岸の街アルタを首府として建国した（在位：1205年 - 1215年）。当初はヴェネツィアや十字軍の建てたテッサロニキ王国へ臣従しながら地歩を固めていたが、1210年夏以降は反旗を翻してギリシャ西北部・エピロス地方を占領、東方のニカイア帝国とならぶ一大勢力に成長した。
ミカエルの弟テオドロスは、ラテン帝国の皇帝ピエール・ド・クルトネーをアルバニアの山中で捕らえるなど軍事的に活躍した。1224年にはテッサロニキ王国を滅ぼし、テッサロニキで皇帝を称した。これによって東のニカイア、西のエピロスの双方が東ローマ帝国の正統な後継者を名乗ることになった。君主が皇帝を名乗った時期をテッサロニキ帝国と呼ぶこともある。
テオドロスはコンスタンティノポリス奪回を目指し、1230年、背後を固めるためにブルガリア帝国を攻撃したが、クロコトニツァの戦いで大敗を喫してブルガリア軍に捕らえられてしまった。これ以降、エピロスの力は衰えて分裂を起こし、代わってニカイア帝国がバルカン半島にも領土を広げてコンスタンティノポリス奪回の最有力勢力となった。テオドロスの息子ヨハネスは1242年、皇帝の称号を諦め、ニカイア皇帝ヨハネス3世から専制公（デスポテース）の称号を受けた。ヨハネスはニカイア帝国の宗主権を認めざるを得なくなってしまったのである。
1259年、エピロスは十字軍勢力と同盟を結んでニカイア帝国と戦ったが、惨敗する。結局、2年後にはニカイア帝国がコンスタンティノポリスを奪回して東ローマ帝国が復活する。エピロスは1264年に再び帝国の影響下に置かれ、その後はテッサリアとエピロスに分裂して抗争を繰り返し、衰亡の一途をたどった。
テッサリアは13世紀末には、独立国家であることを諦めて東ローマ帝国の形式的支配下に入った。また1318年、エピロスでは専制公トマスが甥のケファロニア伯ニコーラ（ニッコロとも）・オルシーニ（イタリア系）に暗殺された。同年、病弱であったテッサリア君主ヨハネス2世も没し（テッサリアは東ローマ帝国に併合）、アンゲロス家の家系は断絶した。その後、エピロス専制公国は女系でアンゲロス家に連なるケファロニア伯オルシーニ家の支配が3代続いたが、内紛により衰退し、1340年には東ローマ帝国に併合されて一旦滅びた。なお、最後の支配者ニケフォロス2世は東ローマ宮廷に迎えられている。
その後エピロス、テッサリアは共に、ステファン・ドゥシャン治下のセルビアの支配下に入る。ドゥシャンの死（1355年）の後、東ローマ帝国から離脱したニケフォロス2世とドゥシャンの異母弟シメオン・ウロシュ・パレオロゴス（妻はニケフォロスの姉）がエピロスとテッサリアの支配を争い、ニケフォロスが勝利してエピロス専制公国を再建した。しかしニケフォロスは、エピロス南部で自立を強めたアルバニア人の討伐を試みて逆に敗死し（1359年）、結局シメオンがエピロス・テッサリア支配者の座に就いた。
シメオンは皇帝を名乗ったものの、単独での支配を諦め、自らはテッサリアのトリカラに宮廷を構え、エピロスを南北に分割して北のヨアニナ（ヤニナ）を娘婿のトマ・プレリュボヴィチに、南部は更にアルタとアンゲロカストロンに2分割して、2人のアルバニア人族長に分け与え、それぞれに専制公の称号を授与した。
このセルビア人とアルバニア人による分割支配は、すぐに相互の抗争によって解体され、テッサリアはギリシア人貴族フィラントロペノス家の手に移った後、1393年にオスマン朝に併合された。エピロス専制公国はオルシーニ家の血縁でケファロニア伯領を継いだトッコ家によって獲得・統一され、これが1449年のオスマン朝による征服まで続いた。

## 歴代エピロス専制公
- ミカエル1世コムネノス・ドゥーカス（在位：1204年 - 1215年）
- テオドロス1世コムネノス・ドゥーカス（在位：1215年 - 1230年、テッサロニキ皇帝としては1224年 - 1230年）
- マヌエル・コムネノス・ドゥーカス（テッサロニキ支配・在位：1230年 - 1237年）
- ヨハネス・コムネノス・ドゥーカス（テッサロニキ支配・在位：1237年 - 1244年）
- デメトリオス・アンゲロス・ドゥーカス（テッサロニキ支配・在位：1244年 - 1246年）
- ミカエル2世アンゲロス・コムネノス（エピロス支配・在位：1230年 - 1271年）
- ニケフォロス1世（在位：1271年 - 1296年）
- トーマース（在位：1296年 - 1318年）
- ニコーラ・オルシーニ（在位：1318年 - 1323年）
- ジョヴァンニ2世オルシーニ（ヨハネス・ドゥーカス・コムネノス）（在位：1323年 - 1335年）
- ニケフォロス2世（在位：1335年 - 1336年、1356年 - 1359年）

（東ローマ帝国による支配：1336年/1340年 - 1348年）
（セルビア王国による支配：1348年 - 1356年）
- シメオン・ウロシュ・パレオロゴス（専制公、「皇帝」、在位：1359年 - 1371年）

以下はエピロス北部・ヨアニナの専制公
- トマ・プレリュボヴィチ（在位：1367年 - 1384年）
- エザウ・ブオンデルモンティ（在位：1385年 - 1411年）
- カルロ1世・トッコ（在位：1411年 - 1429年）
- カルロ2世・トッコ（在位：1429年 - 1448年/1430年 - 1448年はヨアニナではなくアルタにて統治）
- レオナルド3世・トッコ（在位：1448年 - 1449年/1449年アルタ陥落により専制公国滅亡、レオナルドはケファロニア伯・レフカス公として1479年まで支配）

## 歴代テッサリア君主
ミカエル2世アンゲロス・コムネノスの死後、嫡男のニケフォロス1世が後を継いだが、ミカエル2世の庶子にあたるヨハネス1世ドゥーカスは不満を持ち、専制公よりも一段低い爵位である尊厳公（セバストクラトル）の位でテッサリアにて独立した。この独立公国は「テッサリア尊厳公国」と呼ぶべきものであるが、3代で断絶した。その後、同一の称号でこの地域を統治した人物が何人か出たが、それ以外にも「皇帝」「副帝」（ケサル＝カエサル）など、支配者の称号はまちまちである。「皇帝」称号にしても自称に過ぎず、これをもって「帝国」と呼ぶことにも難があるので、ここでは「テッサリア君主国」と表記することとする。国家としての永続性という点では極めて不安定で、時によって独立し、また別の時期には周辺国に併合されその一部分を形成したりなどしている。
- ヨハネス1世ドゥーカス（在位：1271年 - 1289年）
- コンスタンティノス・ドゥーカス（在位：1289年 － 1303年）
- ヨハネス2世ドゥーカス（在位：1303年 － 1318年）
- ステファノス・ガヴリイロプロス（尊厳公、独立支配者、1318年 - 1333年）

（東ローマ帝国による併合：1333年 - 1348年）
（セルビア王国による支配：1348年 - 1355年）
（エピロス専制公ニケフォロス2世による支配：1356年 - 1359年）
（エピロス専制公・「皇帝」シメオンによる支配：1359年 - 1371年）
- 「皇帝」ヨヴァン・ウロシュ・パレオロゴス（在位1371年 - 1381年）
- 「副帝」アレクシオス・アンゲロス・フィラントロペノス（在位1381年 - 1389年）
- 「副帝」マヌエル・アンゲロス・フィラントロペノス（在位1389年 - 1393年）

（1393年、オスマン朝によるテッサリア併合）